# 10 000 (jeu)
Pour les articles homonymes, voir 10 000.
Le 10 000, ou Zilch, ou Zloutch (nom utilisé en Nouvelle-Calédonie) est un jeu de dés possédant plusieurs variantes. Certaines se jouent avec cinq dés et d'autres, moins pratiquées, avec six,. 

## Principe du jeu
Le but du jeu est de faire exactement 10 000 points.
On lance les dés tant que l'on obtient des points. À chaque lancer comptabilisant des points, le joueur peut décider de continuer en jouant les dés qui restent ou de garder le score obtenu. Dans ce cas, on ajoute le score obtenu à son score total, et c'est au joueur suivant de lancer les dés.
Les scores sont notés sous forme de « paliers ». On ajoute le score obtenu lors d'un lancer de dés au score précédent. Le score obtenu constitue le nouveau palier.
Si lors d'un lancer le joueur n'obtient aucun point, il perd la main et obtient une « coche ». C'est alors au joueur suivant de lancer les dés. La coche est représentée par une barre à côté du palier actuel du joueur. À la troisième coche, le palier est rayé et le joueur retourne au palier précédent. 